# 長島照明公司

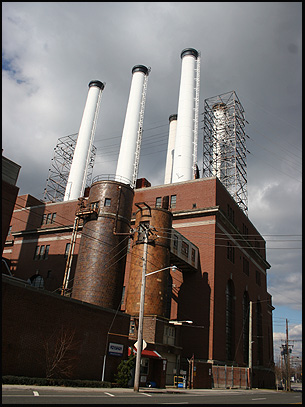
格倫伍德電廠

長島照明公司（英語：Long Island Lighting Company，縮寫：LILCO）是一家位於美國紐約州長島的電力公司，主要業務範圍是供給紐約納蘇郡、蘇福克郡和皇后區的電力和天然氣。
LILCO主要由埃利斯·勞利摩·菲利普斯和喬治·W·奧姆斯特德創立，在1911年至1998年負責長島的電力供應。
1972年，LILCO開始建造秀崙核電廠。後來，由於政治因素，秀崙核電廠被關閉且以一美元的象徵性費用賣給了紐約州公共利益企業下的長島能源管理局（LIPA）。1985年9月27日，飓风格洛丽亚襲擊長島。直至10月8日，LILCO仍無法將電力供應恢復，最終導致LILCO的出售。
1998年3月5日，聯邦准許LIPA併購LILCO。